# Рудка (притока Жванчика)
Ру́дка — річка в Україні, в межах Чемеровецької селищної громади Кам'янець-Подільського району Хмельницької області. Права притока Жванчика (басейн Дністра).

## Опис
Довжина 10 км. Площа водозбірного басейну 17 км². Долина порівняно широка і неглибока, в пониззі вузька. Річище слабозвивисте. Є кілька ставків. 

## Розташування
Рудка бере початок на північ від села Чагарівка. Тече на південний схід і схід. Впадає до Жванчика в межах села Почапинці. 
Над річкою розташовані села: Вигода, Нове Життя і Почапинці.